# Tabernaemontana mixtecana
Tabernaemontana mixtecana är en oleanderväxtart som beskrevs av L.O.Alvarado, Juárez-jaimes. Tabernaemontana mixtecana ingår i släktet Tabernaemontana och familjen oleanderväxter. Inga underarter finns listade i Catalogue of Life.